# Охенкі
Охенкі (пол. Ochenki) — село в Польщі, у гміні Млинаже Маковського повіту Мазовецького воєводства.
Населення — 32 особи (2021).
У 1975-1998 роках село належало до Остроленцького воєводства.

## Демографія
Демографічна структура станом на 2021 рік:
|          | Загалом | Допрацездатний вік | Працездатний вік | Постпрацездатний вік |
| -------- | ------- | ------------------ | ---------------- | -------------------- |
| Чоловіки | 15      | 1                  | 11               | 3                    |
| Жінки    | 17      | 6                  | 7                | 4                    |
| Разом    | 32      | 7                  | 18               | 7                    |